# Het vinter
Het vinter är den svenska proggruppen Elvärket första och enda EP, utgiven 1981 på skivbolaget Musiklaget Slick.

## Låtlista
A
1. "En morgon" – 3:49
2. "Het vinter" – 3:20
3. "Stockholm beöver hjälp" – 3:32

B
1. "Älska eller hata" – 2:50
2. "Maskin"/"Jag vill leva" – 5:12
3. "Kakan" – 3:11

## Medverkande musiker
- Tomas Bartosz – gitarr, sång
- Nisse Berglund – bas, sång
- Håkan Ek – gitarr, kör
- Bosse Svedberg – trummor, kör
- R. Wallenberg – orgel

### Fotnoter
1. ↑  ”Elvärket”. Svenska mediedatabas. http://smdb.kb.se/catalog/search?q=elv%C3%A4rket&x=0&y=0. Läst 4 januari 2013.